# Duane Clarridge
Duane Ramsdell Clarridge, surnommé Dewey (16 avril 1932 - 9 avril 2016) est un espion américain qui a occupé plusieurs postes de décisions dans la hiérarchie de la Central Intelligence Agency (CIA) pendant plus de 30 ans. Il a été chef de la division Amérique latine de 1981 à 1987 et a été un acteur majeur de l'affaire Iran-Contra,.

## Biographie
Duane Ramsdell Clarridge naît le 16 avril 1932 dans une « famille résolument républicaine » à Nashua (New Hampshire). Son père, dentiste, demeure conservateur toute sa vie.
Il va à la Peddie School, une école privée préparatoire pour les futurs élèves du high school puis est admis à l'université Brown de l'Ivy League. Ensuite, il est accepté à la Graduate School of International Affairs de l'université Columbia. Il rejoint la CIA en 1955, puis grimpe dans la hiérarchie selon le « motif habituel de carrière jusque dans les années 1970 » (selon l'une de ses déclarations lors d'un interview pour Cold War Episodes, une série sur la guerre froide de CNN). Il est chef de station de la CIA à Istanbul, où il maintient des contacts avec la Contre-guérilla, un groupe stay behind turque et anticommuniste. Il est ensuite transféré à Rome avant d'être nommé chef de la division Amérique latine en 1981. Selon The New York Times, « de l'époque à mener des guerres secrètes pour la C.I.A. en Amérique centrale jusqu'à son travail de consultant dans les années 1990 où il planifie d'envoyer des forces spéciales en Irak pour évincer Saddam Hussein, M. Clarridge a été un cheerleader continuel des interventions américaines outremer »,.
Pendant ses trois ans à la tête de la division Amérique latine, il dirige plusieurs des opérations les mieux connues de la CIA en Amérique latine, notamment le minage des ports nicaraguayens en 1984, une opération pour laquelle les États-unis ont été condamnés dans une décision de 1986 de la Cour internationale de justice (Nicaragua v. United States). Lorsque questionné sur son rôle, il admet sa participation mais minimise l'importance de l'opération clandestine : « Nous avons donc décidé d'aller de l'avant pour l'économie, d'accord.... J'étais donc assis à la maison un soir, en train de boire un verre de gin, et j'ai dit que, tu sais, les mines, y doit y avoir une solution. Je savais que nous les avions, que nous les avions fabriqués à partir de tuyaux d'égout et que nous avions le bon système de fusion et que nous étions prêts. Et tu sais qu'elle ne ferait de mal à personne parce que c'était pas une si grosse mine, d'accord ? Ouais, avec de la chance, de la malchance, on pourrait blesser quelqu'un, mais en forçant tu vois ? »,.
Clarridge collabore à l'organisation et au recrutement de futurs Contras pour renverser le gouvernement socialiste du Nicaragua. Il décrit le groupe naissant : « environ 500... quelques uns étaient d'anciens membres de la garde nationale du Nicaragua (dont le chef Anastasio Somoza Debayle avait été renversé par les sandinistes en 1979) ; beaucoup étaient seulement, tu vois, justes des paysans des régions montagneuses entre le Honduras et le Nicaragua qui a toujours été en guerre avec quelqu'un. Par plusieurs aspects, ils n'étaient que des voleurs de bétail. Bandits. Pas des bandits, car ils ne volaient par les gens mais faisaient comme ils font dans cette région. » Clarridge maintient que, à la fin du conflit, les Contras comptent dans leurs rangs plus de 20 000 paysans, non pas à cause des efforts de la CIA, mais à cause des efforts de rééducation des sandinistes et des réformes agraires.
Il reconnait devant le Comité du renseignement de la Chambre des représentants (House Intelligence Committee), lors d'un entretien secret en 1984, que les Contras assassinent de façon routinière « des civils et des fonctionnaires sandinistes dans les campagnes, tout comme des chefs de coopératives, des infirmières, des médecins et des juges ». Il clame néanmoins que la collaboration de la CIA ne contrevient pas à la directive exécutive du président Ronald Reagan qui interdit les assassinats parce que l'agence les définit comme des « homicides » (killing). Il conclut : « Après tout, c'est la guerre — une opération militaire »,.
En 1984, il est nommé chef de la division européenne de la CIA, où il dirige des opérations de contreterrorisme de façon efficace. Plus tard, avec le soutien du directeur de la CIA William Casey, il conçoit et met en place le Counterterrorism Center (en) qui organise et dirige des opérations depuis Langley (Virginie).
En novembre 1986, des médias américains révèlent des détails d'une opération secrète qui fait partie d'un scandale appelé l'« affaire Iran-Contra »,. Lorsque questionné sur sa participation à l'opération, Clarridge nie toute participation dans les transferts illégaux de fonds au Contras. Il a été condamné pour sept accusations de parjure et fausses déclarations sur un envoi à l'Iran en novembre 1985. Il reçoit, avant son procès en 1992, le pardon présidentiel de George H. W. Bush. L’Independent Counsel Lawrence Walsh, dans son rapport final de 1993, a conclu qu'« un faisceau d'indices solide laisse penser que le témoignage de Clarridge est faux »,.
En 1987, après avoir quitté la CIA, Clarridge dirige « une opération d'espionnage privée ... de la piscine de sa résidence près de San Diego »,. Des collègues déclarent que Clarridge « méprise le plus souvent » la CIA. Il « compare son opération, appelé l'Eclipse Group, à l'Office of Strategic Services, précurseur de la CIA en opération pendant la Seconde Guerre mondiale »,. 
En novembre 2015, le journaliste Trip Gabriel du New York Times rapporte que Clarridge a été l'un des principaux conseillers sur le terrorisme et la sécurité nationale de Ben Carson pendant sa campagne présidentielle américaine de 2016. Clarridge aurait déclaré que Carson avait de la difficulté à comprendre la politique étrangère, et ne pouvait comprendre « un iota de renseignement utile sur le Moyen-Orient »,. L'organisation de Carson a publié une déclaration accusant le New York Times de tirer avantage d'un « gentleman âgé »,. Plus tard, Carson a répliqué : « Ce n'est pas mon conseiller. Ce n'est pas mon conseiller. C'est une personne qui est venue à quelques-unes de nos rencontres pour dire ses opinons sur ce qui se passait... L'appeler mon conseiller serait une exagération ; il n'a aucune idée avec qui je m’assoies et parle. »,.
Duane Clarridge meurt à Leesburg (Virginie) le 9 avril 2016 des suites d'un cancer de l'œsophage,. Lors de son dernier interview, il a laissé entendre que la surprise d'octobre aurait été orchestré par l'entourage du futur président américain Ronald Reagan.

### Citations originales
1. ↑  (en) « staunchly Republican family »
2. ↑  (en) « a normal career pattern up to the late 70s »
3. ↑  (en) « [f]rom his days running secret wars for the C.I.A. in Central America to his consulting work in the 1990s on a plan to insert Special Operations troops in Iraq to oust Saddam Hussein, Mr. Clarridge has been an unflinching cheerleader for American intervention overseas »
4. ↑  (en) « So we decided to go big time for the economics alright... So I was sitting at home one night, frankly having a glass of gin, and I said you know the mines has gotta be the solution. I knew we had 'em, we'd made 'em outta sewer pipe and we had the good fusing system on them and we were ready. And you know they wouldn't really hurt anybody because they just weren't that big a mine, alright? Yeah, with luck, bad luck we might hurt somebody, but pretty hard you know? »
5. ↑  (en) « about 500... some of them were former members of the Nicaraguan National Guard (whose leader Anastasio Somoza Debayle had been overthrown by the Sandinistas in 1979), or a lot of them were just you know peasants from the mountainous areas between Honduras and Nicaragua who had been at war with somebody, forever. And in many respects they were like a bunch of cattle rustlers. Bandits. Not bandits, they weren't robbing people but they were doing the things they do in that area. »
6. ↑  (en) « civilians and Sandinista officials in the provinces as; well as heads of cooperatives, nurses, doctors and judges »
7. ↑  (en) « After all, this is war—a paramilitary operation »
8. ↑  (en) « there was strong evidence that Clarridge’s testimony was false »
9. ↑  (en) « private spying operation ... from poolside at his home near San Diego »
10. ↑  (en) « largely with contempt »
11. ↑  (en) « likened his operation, called the Eclipse Group, to the Office of Strategic Services, the C.I.A.’s World War II precursor »
12. ↑  (en) « one iota of intelligent information about the Middle East »
13. ↑  (en) « an elderly gentleman »
14. ↑  (en) « He's not my adviser. He is not my adviser. He is a person who has come in on a couple of our sessions to offer his opinions about what was going on... To call himself my adviser would be a great stretch, and he has no idea who else I'm sitting down and talking to. »